# Rilska Reka
Rilska Reka (bulgariska: Рилска Река) är ett vattendrag i Bulgarien.   Det ligger i regionen Kjustendil, i den västra delen av landet, 70 km söder om huvudstaden Sofia.
Trakten runt Rilska Reka består i huvudsak av gräsmarker. Runt Rilska Reka är det ganska tätbefolkat, med 67 invånare per kvadratkilometer.